# 케취와요 캄판데
케취와요 캄판데(Cetshwayo kaMpande (/kɛtʃˈwaɪ.oʊ/), 1826년 – 1884년 2월 8일)는 1872년부터 1879년까지 줄루 왕국을 통치한 왕이다. 줄루 전쟁에서 왕국을 침공하는 영국군에 대항해 이산들와나 전투에서 승리를 거둬, 처음으로 아프리카 군대가 서구 제국주의 군대를 물리친 것으로 유명하다. 그러나 결국에는 전쟁에서 최종적으로 패배하여, 줄루 왕국은 영국에 강제점령당하고 케취와요는 영국군에 의해 케이프타운을 거쳐 런던으로 압송되었다. 1883년 줄루족의 땅으로 귀환했으나, 얼마 지나지 않아 이듬해인 1884년 2월 사망하였다.